# Parti progressiste (États-Unis, 1924)
Pour les articles homonymes, voir Parti progressiste.
Le Parti progressiste est créé par le sénateur républicain Robert M. La Follette en 1924, en vue de sa campagne présidentielle.

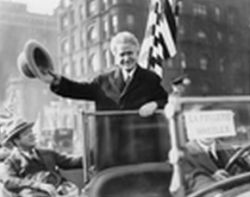
Le sénateur La Follette, candidat des progressistes, pendant sa campagne présidentielle de 1924.

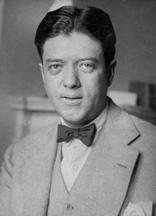
Élu sénateur après la mort de son père (1925), Robert M. La Follette Jr. relança le parti en 1934.

## Campagne présidentielle de 1924
En froid avec Roosevelt depuis 1912, le sénateur Robert M. La Follette a subi la perte d'influence des progressistes avant d'annoncer, dès la fin de l'année 1922, la création d'un nouveau Parti progressiste appartenant à l'opposition. Il est alors approché par le Farmer-Labor Party, un parti agrarien et socialiste, pour être son candidat à l'élection présidentielle américaine de 1924. Dénonçant l'influence des communistes au sein de ce mouvement, La Follette préféra se présenter sous les couleurs d'un Parti progressiste réactivé, bénéficiant du soutien de socialistes, d'anciens « élans » de 1912, de nombreux activistes progressistes, et de démocrates « libéraux » de gauche satisfaits du choix d'un candidat à la vice-présidence issu de leur propre parti, Burton Kendall Wheeler (ce qui contribua à la défaite du candidat démocrate John W. Davis).
Le programme de La Follette prévoyait la nationalisation des chemins de fer et de l'électricité, la mise en place de crédits à faibles taux pour les agriculteurs, l'interdiction du travail des enfants et la défense de la liberté syndicale. Outre ces propositions ancrées à gauche, les progressistes demandaient la fin de l'impérialisme des États-Unis en Amérique latine ainsi que la mise en place d'un référendum populaire préalable à toute entrée en guerre.
Terminant troisième, avec 17 % du vote populaire et les treize grands électeurs du Wisconsin (fief électoral de La Follette), il réalisa un score très honorable.
Après la mort de La Follette (1925), le Parti progressiste appela à voter pour le démocrate progressiste Al Smith lors de l'élection de 1928.

## Parti progressiste du Wisconsin (1934-1946)
Après l'échec de Smith, le parti fut réactivé en 1934 dans le Wisconsin par les fils du sénateur, Philip et Robert Marion Junior. Ce dernier succéda à son père au Sénat, où il fut le porte-parole d'un comité de défense des droits des travailleurs (1936-1941).
Pressenti pour défendre un programme beaucoup plus radical (extension à tout le pays de l'assurance chômage qui existait déjà dans le Wisconsin, mise en place de retraites ouvrières, paiement d'un bonus aux vétérans, institution d'une banque centrale, étatisation des services publics) que les premières mesures sociales du New Deal, La Follette Junior se rallia finalement au président démocrate sortant, Franklin Delano Roosevelt, qui bénéficia également du soutien de nombreux autres progressistes, tels que George William Norris, Harold Ickes ou Burton Wheeler. Ce ralliement d'une grande partie du mouvement contribua à la sévère défaite du ticket républicain, pourtant composé de deux anciens « élans », Alf Landon et Frank Knox.
Disposant de grands élus (gouverneur et membres du Congrès) dans son fief du Wisconsin jusque dans les années 1940, le Parti progressiste se dispersa à nouveau en 1946, quand la plupart de ses membres (dont La Follette Junior) retourna au Parti républicain. Cependant, l'influence droitière du maccarthysme annihila bientôt au sein du Parti républicain les conceptions sociales avancées apportées par les progressistes.